# Jesús Luis Cunchillos
Jesús Luis Cunchillos Ilarri, né le 11 juin 1936 à Novallas et mort le 20 mai 2006 dans la même ville, est un professeur, chercheur et orientaliste espagnol du Conseil supérieur de la recherche scientifique, employé à l'Institut Philologique d'Espagne.

## Publications
- (es) avec María Teresa Rubiato Díaz, Estudios de epistolografía ugarítica, Valence, Institución San Jerónimo para la Investigación Bíblica, 1989 (ISBN 84-86067-29-4).
- (es) avec José Pérez Montero, La esperanza del nómada, SM, 1990 (ISBN 84-348-3257-7).
- (es) Manual de estudios ugaríticos, Consejo Superior de Investigaciones Científicas, CSIC, 1992 (ISBN 84-00-07214-6).
- (es) Visto desde Ugarit : el desciframiento de las escrituras cuneiformes y otros relatos, Madrid, Clásicas, 1994 (ISBN 84-7882-147-3).
- (es) avec José Ángel Zamora López (en), Gramática ugarítica elemental, Madrid, Clásicas, 1995 (ISBN 84-7882-186-4).
- (es) avec José M. Galán et José Ángel Zamora López (en), El Mediterráneo en la Antigüedad: Oriente y Occidente : actas del I Congreso Español de Antiguo Oriente próximo, Universidad de Murcia, Centro de Estudios del Próximo Oriente y la Antigüedad Tardía (CEPOAT), 1998 (ISBN 84-605-8250-7).
- (es) Hermeneumática : artículos y conferencias, Consejo Superior de Investigaciones Científicas, CSIC, 2000 (ISBN 84-00-07989-2).
- (es) avec José Ángel Zamora López (en), Gramática fenicia elemental, Consejo Superior de Investigaciones Científicas, CSIC, 2000, 2e éd..
- (es) avec Juan Pablo Vita et José Ángel Zamora López (en), Ugaritic data bank : los textos, Novalia Electronic, 2003 (ISBN 84-933230-1-2).
- (es) avec Juan Pablo Vita, A concordance of ugaritic words : versión española, Novalia Electronic, 2003 (ISBN 84-933230-2-0).
- (es) Ugarit : cuna del alfabeto, Novallas, Novalia Electronic, 2005 (ISBN 978-84-934623-0-7).